# Atlantoserolis venusta
Atlantoserolis venusta är en kräftdjursart som först beskrevs av Moreira 1977.  Atlantoserolis venusta ingår i släktet Atlantoserolis och familjen Serolidae. Inga underarter finns listade i Catalogue of Life.